# گلوریا دهیون
گلوریا دِهِـیوِن (انگلیسی: Gloria DeHaven؛ زادهٔ ۲۳ ژوئیه ۱۹۲۵ – درگذشته ۳۰ ژوئیه ۲۰۱۶) یک هنرپیشه سینما و تئاتر و خواننده اهل ایالات متحده آمریکا بود.
او متولد ژوئیه ۱۹۲۵ بود. هنرپیشگی را از ۹ سالگی و با فیلم عصر جدید چاپلین آغاز کرد و بلافاصله با شرکت مترو گلدوین مایر قرارداد بست. او در بعضی از معروف‌ترین فیلم‌های دهه ۱۹۴۰ از جمله «زن دو رو» ساخته جرج کیوکر، «تعطیلات تابستانی» به کارگردانی روبن مامولیان و «محکم گام بردار» ساخته تیم ولان ایفای نقش کرده‌است. وی پس از آن در فیلم‌های «ارسال بهترین غذا» «تعطیلات تابستان» «دو دختر و یک ملوان» و «صحنه جرم» ایفای نقش کرد. گلوریا پس از آن همچنین به ستاره تلویزیون تبدیل شد. او سه بار ازدواج کرد که هر سه آنها به طلاق انجامید. دی هاون علاوه‌بر هنرپیشگی در بسیاری از فیلم‌هایش اجرای موزیکال هم داشت، از جمله در فیلم‌هایی مانند «پس اینجا پاریس است» و «شتاب دختر». او در سال ۱۹۵۰، در فیلم موزیکال «سه کلمه کوچک» با بازی در مقابل فرد آستر در نقش مادر واقعی خودش – فلورا پارکر بازیگر آمریکایی – ظاهر شد. در سال ۱۹۸۴، دهیون در گفت‌وگوی خود با روزنامه «لس آنجلس تایمز» در پاسخ به این سؤال که چگونه توانسته در این حرفه دوام بیاورد، به نقل از اینگرید برگمان گفته بود: «در زندگی برای دستیابی به موفقیت فقط به دو چیز نیاز دارید: سلامتی و حافظه بد.» گلوریا دی‌هاون به دنبال حمله قلبی چند ماه پیش از مرگش سرانجام، ۳۰ ژوئیه ۲۰۱۶ در ۹۱ سالگی درگذشت.

## گزیده فیلمشناسی
از فیلم‌ها یا برنامه‌های تلویزیونی که وی در آن نقش داشته‌است می‌توان به عصر جدید و زن دو چهره اشاره کرد.